# Сен-Лоран, Доллар
Жозе́ф Долла́р Эрве́ Сен-Лора́н (фр. Joseph Dollard Hervé St. Laurent; 12 мая 1929, Верден, Квебек — 6 апреля 2015, Белоэй, Квебек) — канадский профессиональный хоккеист, защитник. Пятикратный обладатель Кубка Стэнли в составе клубов «Монреаль Канадиенс» и «Чикаго Блэкхокс».

## Биография
Доллар Сен-Лоран родился в 1929 году в пригороде Монреаля Вердане (в настоящее время в составе Монреаля) и вырос на улице, одним концом выходящей на реку Святого Лаврентия, а вторым на канал. Мальчик учился играть в хоккей на льду замёрзшей реки. Ещё подростком он заключил контракт с клубом «Монреаль Канадиенс», продав ему право распоряжаться своими услугами за сто долларов.
Отыграв два сезона за молодёжный состав «Канадиенс» в Главной юниорской лиге Квебека, Сен-Лоран был отправлен в фарм-клуб «Монреаль Ройалз», выступающий в Квебекской старшей хоккейной лиге, где провёл два с половиной года. В годы выступлений за «Ройалз» Сен-Лоран также учился в монреальском университете Макгилла на зубного врача, но плотный график выступлений не позволил ему успешно окончить учёбу. Как позже шутил Сен-Лоран, ему пришлось сделать выбор — выходить каждый вечер на лёд и рисковать выбитыми зубами или научиться сломанные зубы чинить.
В сезоне 1950/51 Сен-Лоран сыграл три пробных матча в основной команде «Монреаль Канадиенс» и закрепился в его составе под номером 19 в следующем году. Он оставался игроком основного состава «Канадиенс» в следующие семь лет, не считая перерывов, вызванных многочисленными травмами. На всём протяжении карьеры быстрый, надёжный и агрессивный, но недостаточно крепко сложенный для защитника Сен-Лоран, носивший прозвище «Долли», страдал от переломов и других серьёзных травм. По ходу финальной серии Кубка Стэнли в сезоне 1954/55 он провёл два дня в больнице из-за сильно — до волдырей — стёртых ног, но затем вернулся на лёд и доиграл серию до конца несмотря на боли, чем глубоко впечатлил тренера Дика Ирвина. В 1957 году он пропустил две игры полуфинальной серии из-за лихорадки. В марте 1958 года Сен-Лорану сломали правую скуловую кость, и в плей-офф он выступал в специальной защитной маске. В четвёртой игре финальной серии после силового приёма у него оказалась сломана уже левая скула, причём перелом сопровождался сотрясением мозга. Тем не менее, несмотря на травмы, Сен-Лоран участвовал в выигрыше «Монреалем» четырёх Кубков Стэнли, в том числе трёх подряд с 1956 по 1958 год.
Вполне возможно, что карьера Сен-Лорана в «Канадиенс» подошла к концу по причинам, далёким от его спортивной формы. В конце 1950-х годов он принимал активное участие в создании профсоюза профессиональных хоккеистов — Ассоциации игроков Национальной хоккейной лиги. Ассоциация требовала улучшения пенсионных выплат и права для игроков-ветеранов на свободный выбор команды — условия, которые были отвергнуты владельцами шести клубов НХЛ. Летом 1958 года Сен-Лоран представлял профсоюз на переговорах с владельцами команд, когда генеральный менеджер «Канадиенс» сообщил о его продаже в «Чикаго Блэк Хокс» — одну из самых слабых команд лиги, не выигрывавшую Кубок Стэнли с 1938 года и не попадавшую в плей-офф пять лет подряд. В прессе сообщалось, что этот шаг шокировал монреальских болельщиков.
В молодом составе «Блэк Хокс» Сен-Лоран сыграл стабилизирующую роль. В сезоне 1960/61 «Чикаго» проделало весь путь наверх, победив в первом круге плей-офф лидировавших после регулярного сезона «Канадиенс» и завоевав свой первый Кубок Стэнли за 23 года (следующего раза болельщикам команды пришлось ждать ещё дольше — до 2010 года). Через год после этого, в межсезонье 1962 года, Сен-Лоран был продан в клуб АХЛ «Квебек Эйсез», где получил последнюю в карьере травму — перелом ноги, и в конце года объявил о завершении выступлений.
Сен-Лоран как игрок не был активен в нападении (за 652 игры в НХЛ забросив лишь 29 шайб) и проводил на площадке время, защищая своих вратарей — в том числе знаменитого Жака Планта. Несмотря на пять завоёванных Кубков Стэнли и партнёрство в защитной линии с многочисленными членами Зала хоккейной славы (Бутчем Бушаром, Томом Джонсоном и Дагом Харви в «Монреале» и Пьером Пилотом в «Чикаго»), сам он при жизни так и не был включён в его списки.
После окончания игровой карьеры Сен-Лоран работал страховым агентом, основав собственную фирму; он также получал пенсию за годы, проведенные в НХЛ — одна из привилегий, за которые боролся основанный им профсоюз. К концу жизни он ослеп на правый глаз, с 1994 года испытывал проблемы с сердцем, а в возрасте 78 лет, в 2007 году, перенёс коронарное шунтирование трёх сосудов. Доллар Сен-Лоран умер в апреле 2015 года, став шестым представителем хоккейной династии «Канадиенс», скончавшимся всего за несколько месяцев с августа 2014 года (до него умерли Кароль Ваднэ, Жан Беливо, Жиль Трамбле, тренер Клод Рюэль и 97-летний Элмер Лак). Сен-Лоран оставил после себя трёх дочерей, четверых сыновей, 12 внуков и троих правнуков; его жена Джесси умерла намного раньше него — в 1993 году

### Игровая статистика
| Легенда | Легенда                    | Легенда | Легенда                   | Легенда | Легенда    |
| ------- | -------------------------- | ------- | ------------------------- | ------- | ---------- |
| И       | Количество проведённых игр | Штр     | Штрафное время            | +/−     | Плюс-минус |
| Г       | Голы                       | П       | Голевые передачи          | О       | Очки       |
| -       | Статистика неизвестна      | —       | Статистика не учитывалась |         |            |